# Ptychoptera albimana
Ptychoptera albimana är en tvåvingeart som först beskrevs av Fabricius 1787.  Ptychoptera albimana ingår i släktet Ptychoptera och familjen glansmyggor. Arten är reproducerande i Sverige. Inga underarter finns listade i Catalogue of Life.